# ATP Challenger Seoul-2
Der ATP Challenger Seoul (offiziell: Seoul Challenger) war ein Tennisturnier, das zwischen 1994 und 1997 in Seoul, Südkorea, stattfand. Es gehörte zur ATP Challenger Tour und wurde im Freien auf Hartplatz gespielt.

## Liste der Sieger

### Einzel
| Jahr | Sieger          | Finalgegner         | Ergebnis      |
| ---- | --------------- | ------------------- | ------------- |
| 1997 | Peter Tramacchi | Régis Lavergne      | 6:3, 6:3      |
| 1996 | Jaime Oncins    | Patrik Fredriksson  | 1:6, 6:1, 6:2 |
| 1995 | Tim Henman      | Vincenzo Santopadre | 6:2, 4:6, 6:4 |
| 1994 | David Nainkin   | Michael Joyce       | 6:7, 6:3, 7:5 |

### Doppel
| Jahr | Sieger                       | Finalgegner                         | Ergebnis |
| ---- | ---------------------------- | ----------------------------------- | -------- |
| 1997 | Edwin Kempes Gōichi Motomura | Jérôme Golmard Régis Lavergne       | 7:5, 7:5 |
| 1996 | Lee Hyung-taik Yoon Yong-il  | Fredrik Bergh Patrik Fredriksson    | 6:4, 6:4 |
| 1995 | Tim Henman Andrew Richardson | Filippo Messori Vincenzo Santopadre | 6:2, 6:1 |
| 1994 | Bill Barber Ari Nathan       | Óscar Ortiz Laurence Tieleman       | 7:6, 6:2 |